# Lechosław Goździk
Lechosław Jerzy Goździk (ur. 21 stycznia 1931 w Tomaszowie Mazowieckim, zm. 28 maja 2008 w Świnoujściu) – działacz polityczny, robotnik wykwalifikowany. Jeden z głównych bohaterów przesilenia politycznego w Polsce w październiku 1956.

## Życiorys
Urodził się 21 stycznia 1931 roku w Tomaszowie Mazowieckim. Jego rodzicami byli Jan Aleksander Goździk, w księgach parafialnych wymieniony jako tkacz i Zofia z domu Kopeć. Miał troje młodszego rodzeństwa.
Lechosław Goździk uczył się najpierw w szkole podstawowej w Tomaszowie, a później również tam w Gimnazjum Handlowym, następnie pracował w fabryce włókienniczej na stanowisku robotnika. Początkowo pełnił stanowisko robotnika niewykwalifikowanego od jeżdżenia taczką, następnie był ślusarzem w narzędziowni. Tuż po wojnie został członkiem Związku Walki Młodych, a w roku 1948 przystąpił do Związku Młodzieży Polskiej (ZMP) i Polskiej Zjednoczonej Partii Robotniczej (PZPR). Po ukończeniu rocznej Centralnej Szkoły ZMP w Otwocku w latach 1951–1952 pracował w aparacie tej organizacji. W 1952 roku został z niej usunięty i stracił pracę za samodzielne oceny życia społecznego w Polsce, niezgodnego z linią propagandową ZMP.

### Epizod w FSO
Po odejściu z ZMP przyjęty został w Fabryce Samochodów Osobowych na Żeraniu, gdzie początkowo został sekretarzem oddziałowej organizacji partyjnej w narzędziowni, a niecałe dwa lata później, jesienią 1955 roku został wybrany I sekretarzem Komitetu Zakładowego PZPR na Żeraniu. Władze okręgowe miały własnego kandydata, ale nie udało im się go przeforsować i pierwszy sekretarz musiał kandydaturę Goździka zaakceptować. Wybór ten miał miejsce w okresie tzw. odwilży politycznej po śmierci Józefa Stalina.

W kwietniu 1956 roku w fabryce na Żeraniu odbywała się konferencja partyjna podczas której Goździk powiedział: 

... mam 25 lat, przeżyłem ćwierć wieku, najpierw mnie uczono, że jest Bóg, żeby wierzył Boga. Później mnie uczono, że nie ma Boga, potem mi kazano wierzyć w partię i mówiono, że ojcem narodu, że najwspanialszym człowiekiem jest Stalin, ja stawiałem sobie pytanie, ile razy można zaczynać wierzyć i nie wierzyć i mówiłem jakie jest nasze zdanie – bo u nas już się gotowało.

W październiku 1956 stał się faktycznym przywódcą robotników Żerania i główną postacią ruchu robotniczego. Jego współpracownikami byli bezpartyjni robotnicy, których darzył większym zaufaniem niż przedstawicieli partyjnej organizacji zakładowej. Od 24 maja 1955 do 1 stycznia 1958 roku był sekretarzem zakładowej organizacji partii w FSO. Występował na wiecach na Politechnice Warszawskiej.
Zapobiegł wybuchowi studenckich zamieszek po wybuchu pogłoski, jakoby w Fabryce Samochodów Osobowych (FSO) doszło do strajku wśród robotników, w wyniku czego miało dojść do otoczenia zakładu przez wojsko. Choć wspierał studentów domagających się liberalizacji życia politycznego w Polsce podkreślał, że nie mogą oni liczyć na poparcie robotników.
Po październiku 1956 roku zaproponował powstanie rad robotniczych.
W wyborach w styczniu 1957 roku startował z listy Frontu Jedności Narodu. Został jednak celowo umieszczony przez aparat kierowniczy PZPR na odległym miejscu listy, co – w związku z powszechnym w PRL głosowaniem bez skreśleń – pozbawiało go z góry szansy na dostanie się do Sejmu.
Przyjaźnił się z Karolem Modzelewskim i Jackiem Kuroniem.
Po 1958 roku przeprowadził się na stałe do Warszawy. Pracował jako robotnik narzędziowni FSO, następnie w 1961 roku podjął pracę w Zakładach Elektrotechnicznych „Warel” T-12 pod Warszawą, gdzie po zdaniu egzaminów kwalifikacyjnych został majstrem. W roku 1963 ukończył technikum mechaniczne, co dało mu tytuł technika mechanika. W następnym roku został skierowany na Studia Nauk Społecznych przy KC PZPR, które jednak zostały przerwane poprzez wyjazd z Warszawy.

### Okres świnoujski
W roku 1964 roku wyjechał do Świnoujścia, gdzie zamieszkał i pracował (jako pracownik administracji nadmorskiego przedsiębiorstwa budowlanego, następnie jako rybak). Po stłumieniu protestów robotniczych w grudniu 1970 odszedł z PZPR. W 1980 roku poparł Niezależny Samorządny Związek Zawodowy „Solidarność”, jednak nie przystąpił do niej twierdząc, że zmiana ustroju w Polsce jest niemożliwa.
W Świnoujściu przez kilkanaście lat zaprzeczał, że był jednym z liderów protestów w 1956 roku. Mówił, że zbieżność imienia i nazwiska jest przypadkowa. W 1980 roku na łamach „Polityki” ukazał się wywiad Lechosława Goździka przeprowadzony przez Hannę Krall. Po opublikowaniu rozmowy Goździk przestał być postacią anonimową w Świnoujściu.
Po przemianach ustrojowych w 1989 roku włączył się w działalność samorządową. W latach 1990–1998 był przewodniczącym Rady Miasta Świnoujście, następnie w latach 1998–2002 wiceprzewodniczącym Sejmiku Województwa Szczecińskiego, a po reformie administracyjnej w 1999 roku Sejmiku Województwa Zachodniopomorskiego. W wyborach parlamentarnych w 1993 r. bez powodzenia kandydował do Sejmu z list Unii Demokratycznej. Cztery lata później bez powodzenia kandydował do Sejmu z list Unii Wolności.
Był prezesem Stowarzyszenia Rybaków Morskich.
W 1996 roku wydał wspomnienia pod redakcją Stefana Bratkowskiego pt. Październik 1956. Pierwszy wyłom w systemie. Bunt, młodość i rozsądek.
Zmarł 28 maja 2008 roku. Został pochowany na cmentarzu komunalnym w Świnoujściu 31 maja 2008 roku.

## Wyróżnienia
- Honorowy obywatel Świnoujścia (2015)[17]